# Вальер, Жозеф Флоран де
Маркиз Жозе́ф Флора́н де Валье́р (фр. Joseph-Florent de Vallière; 1717 год, Париж — 10 января 1776 года, там же) — французский артиллерийский генерал-лейтенант; сын генерала Жана де Вальера.
В 1747 году он принял от отца начальство над артиллерией во Франции, а по приглашению испанского короля Карла III преобразовал артиллерию в Испании и Неаполе по французскому образцу, за что и был награждён титулом маркиза.
Член Парижской академии наук (1761; associé libre).

## Карьера
В семнадцатилетнем возрасте, в звании чрезвычайного комиссара, находился при осаде Филипсбурга; командовал батареей при Деттингене; заменил своего отца при осаде Фрейбурга; после многих кампаний в 1747 году получил отцовское главное управление над артиллерией и артиллерийскими школами. В том же году участвовал во взятии Берген-оп-Зома, и в следующую кампанию был произведён в генерал-лейтенанты.
Верный правилам отца, он протестовал в 1758 году против отделения инженерной части от артиллерии, которой командовал.
С позволения французского короля отправился в 1761 году в Испанию, куда его пригласил Карл III для устройства артиллерийских заведений как во Франции. Оставался там два года; получил за работу титул маркиза и портрет испанского короля, по приглашению которого он впоследствии съездил ещё в Неаполь с той же целью. Был в 1761 году вольным сотрудником Академии наук, в архивах которой хранилась записка де Вальера, где он опровергал возражения против длины пушечных орудий, предписанной королевским повелением 1732 года.
Система маркиза уже вышла из уважения, когда при военном министре Монтенаре (Monteynard) он снова вошёл в милость; однако вскоре умер 10 января 1776 года.